# Championnat du Mexique de football 1947-1948
Navigation
Saison précédente Saison suivante
La Primera División 1947-1948 est la cinquième édition de la première division mexicaine.
Lors de ce tournoi, le CF Atlante a tenté de conserver son titre de champion du Mexique face aux quatorze meilleurs clubs mexicains.
Chacun des quinze clubs participant au championnat était confronté deux fois aux quatorze autres.

## Les 15 clubs participants
| \| Mexico: Club América CF Asturias CF Atlante Real Club España Club Deportivo Marte Guadalajara: CF Atlas Chivas de Guadalajara Oro de Jalisco Deportiva Orizabeña Moctezuma de Orizaba Deportivo Veracruz CF Puebla CF Tampico FC León San Sebastián de León Mexico Guadalajara \| Localisation des clubs engagés dans le championnat. |
| Mexico: Club América CF Asturias CF Atlante Real Club España Club Deportivo Marte Guadalajara: CF Atlas Chivas de Guadalajara Oro de Jalisco Deportiva Orizabeña Moctezuma de Orizaba Deportivo Veracruz CF Puebla CF Tampico FC León San Sebastián de León Mexico Guadalajara                                                           |

| Club                       | Stade                           | Capacité          | Ville       |
| Club América               | Parque Asturias                 | 25 000            | Mexico      |
| CF Asturias (en)           | Parque Asturias                 | 25 000            | Mexico      |
| CF Atlante                 | Stade inconnu                   | Capacité inconnue | Mexico      |
| CF Atlas                   | Stade Felipe Martínez Sandoval  | 10 000            | Guadalajara |
| Real Club España           | Parque España y Club Reforma    | 1 000             | Mexico      |
| Chivas de Guadalajara      | Stade Felipe Martínez Sandoval  | 10 000            | Guadalajara |
| Oro de Jalisco             | Stade Felipe Martínez Sandoval  | 10 000            | Guadalajara |
| FC León                    | Stade inconnu                   | Capacité inconnue | León        |
| San Sebastián de León (en) | Stade La Martinica              | 11 000            | León        |
| Club Deportivo Marte       | Stade inconnu                   | Capacité inconnue | Mexico      |
| Deportiva Orizabeña (en)   | Stade Socum                     | 7 000             | Orizaba     |
| Moctezuma de Orizaba (en)  | Stade Moctezuma                 | Capacité inconnue | Orizaba     |
| CF Puebla                  | Stade inconnu                   | Capacité inconnue | Puebla      |
| CF Tampico                 | Stade inconnu                   | Capacité inconnue | Tampico     |
| Deportivo Veracruz         | Parc Deportivo Veracruzano (en) | 12 000            | Veracruz    |

## Compétition
Les quinze équipes s'affrontent à deux reprises selon un calendrier tiré aléatoirement.
Le classement est établi sur l'ancien barème de points (victoire à 2 points, match nul à 1, défaite à 0).
Le départage final se fait selon les critères suivants si le titre ou la relégation sont en jeu :
- Le nombre de points.
- Un match de départage.

Sinon le départage final se fait selon les critères suivants :
- Le nombre de points.
- La différence de buts générale.
- La différence de buts particulière.
- Le nombre de buts marqué à l'extérieur.
- Le tirage au sort.

### Classement
| Rang | Équipe                     | Pts | J  | G  | N | P  | Bp | Bc | Diff |
| ---- | -------------------------- | --- | -- | -- | - | -- | -- | -- | ---- |
| 1    | FC León                    | 36  | 28 | 15 | 6 | 7  | 87 | 39 | +48  |
| 2    | Oro de Jalisco             | 36  | 28 | 16 | 4 | 8  | 80 | 49 | +31  |
| 3    | CF Atlas                   | 35  | 28 | 14 | 7 | 7  | 69 | 50 | +19  |
| 4    | CF Puebla                  | 35  | 28 | 15 | 5 | 8  | 40 | 34 | +6   |
| 5    | Deportiva Orizabeña (en)   | 31  | 28 | 13 | 5 | 10 | 68 | 66 | +2   |
| 6    | San Sebastián de León (en) | 28  | 28 | 12 | 4 | 12 | 50 | 76 | -26  |
| 7    | Real Club España           | 27  | 28 | 10 | 7 | 11 | 56 | 53 | +3   |
| 8    | CF Tampico                 | 27  | 28 | 11 | 5 | 12 | 62 | 64 | -2   |
| 9    | Deportivo Veracruz (C)     | 27  | 28 | 12 | 3 | 13 | 62 | 66 | -4   |
| 10   | Club América               | 26  | 28 | 11 | 4 | 13 | 63 | 71 | -8   |
| 11   | Chivas de Guadalajara      | 25  | 28 | 9  | 7 | 12 | 55 | 69 | -14  |
| 12   | Moctezuma de Orizaba (en)  | 24  | 28 | 9  | 6 | 13 | 63 | 77 | -14  |
| 13   | Club Deportivo Marte       | 23  | 28 | 9  | 5 | 14 | 66 | 78 | -12  |
| 14   | CF Atlante (T)             | 21  | 28 | 8  | 5 | 15 | 58 | 66 | -8   |
| 15   | CF Asturias (en)           | 19  | 28 | 6  | 7 | 15 | 41 | 62 | -21  |

| Légende : Abréviations | Légende : Abréviations                                            |
| ---------------------- | ----------------------------------------------------------------- |
|                        | (T) : Tenant du titre (C) : Vainqueur de la Copa México 1947-1948 |

Match de départage pour le titre
FC León 2-0 Oro de Jalisco

## Bilan du tournoi
| Tableau d'Honneur    |                    |
| Compétition          | Vainqueur          |
| Primera División     | FC León            |
| Copa México          | Deportivo Veracruz |
| Campeón de Campeones | FC León            |